# Кооперація мікроорганізмів
Мікроорганізми беруть участь у різноманітних соціальних взаємодіях, включаючи кооперацію. Кооперативна поведінка приносить користь іншій особі (реципієнту), а не тій, що її виконує. Бактерії здатні діяти спільно, виробляючи світло, полюючи або виживаючи у ворожому середовищі за допомогою електричної сітки та, щобільше, спілкуватися одна з одною за допомогою хімічних сигналів.
Дані сигнали, крім іншого, дозволяють їм відчувати, як багато організмів їх виду перебувають поблизу, і викликати колективну дію, коли кількість організмів досягає певних показників. Подібну стратегію вчені охрестили «відчуттям кворуму».
Біолюмінесцентні морські бактерії іноді використовують «кворум», щоби переконатися в тому, що вони виробляють люмінесцентні хімічні сполуки, тільки в тому випадку, коли їх збирається достатня кількість, і зрозуміти, чи виробляють вони достатню кількість світла, перебуваючи на поверхні носіїв — риб і кальмарів. А ось бактерії Myxococcus xanthus збираються в зграйки, як вовки, атакуючи свою здобич і випускаючи ензими, що розкладають її.
Вчені звернули увагу на два типи бактерій Geobacter. Їх виростили в середовищі, що містить етанол і фторид натрію. Один вид G. metallireducens здатний розщеплювати етанол, однак у цьому середовищі він не зумів позбутися від зайвих електронів, що з'являлися в ході процесу. А ось G. sulfurreducens, з іншого боку, міг позбавити від електронів за рахунок фториду натрію, проте не розщеплював етанол.
У теорії обидва види повинні були б померти, проте вони процвітали. Таємниця крилася в наступному: вони створили мережу, яка з'єднувала їх в єдину електрон-провідну схему, що дозволяє їм об'єднати свої здібності.

## Бактеріальна кооперація на рівні популяцій
Американські мікробіологи розшифрували складну систему взаємин між 185 генетичними лініями (штамами) морських бактерій Vibrio, які поділяються на 9 «екологічних популяцій», пов'язаних генетичною спорідненістю і схожими екологічними перевагами. Виявилося, що 44 % штамів виділяють антибіотики, які пригнічують ріст одного або декількох інших штамів. Здебільшого антибіотики діють лише на представників чужих популяцій і нешкідливі для «своїх», тобто міжгруповий антагонізм переважає над внутрішньогруповим. Це дозволяє говорити про своєрідну внутрішньогрупову кооперацію, яка захищає бактеріальні спільноти від експансії чужинців.
Аналіз мережі антагоністичних взаємодій показав, що міжгруповий антагонізм різко переважає над внутрішньогруповим. Здебільшого бактерії захищені від антибіотиків, вироблених іншими представниками тієї ж популяції, але часто виявляються беззахисні перед «чужими» антибіотиками.
Підсумки проведених досліджень показують, що природні популяції вібріонів мають внутрішню структуру, засновану на кооперації. Це допомагає мікробним популяціям протистояти конкурентам. Кооперація полягає в тому, що деякі мікроби (P) виробляють антибіотик, який захищає популяцію від вторгнення чужаків. Інші мікроби (R) стійкі до цього антибіотика, але самі його не виробляють. Таким чином, вигоду від антибіотика отримують всі члени спільноти, але не всі несуть тягар витрат на його виробництво. «Кооперація» виходить якась однобічна: поки одні витрачають свої ресурси на виробництво суспільно-корисного продукту, інші живуть на готовенькому. За бажання, звісно, можна назвати такі взаємини кооперативними, але швидше тут напрошується аналогія з альтруїзмом і нахлібництвом (схожа ситуація описана в статті «Альтруїзм у бактерій, допомагає їм протистояти антибіотикам», «Элементы», 07.09.2010).

## Виноски
1. ↑  West, S. A.; Griffin, A. S.; Gardner, A. (2007-03). Social semantics: altruism, cooperation, mutualism, strong reciprocity and group selection. Journal of Evolutionary Biology (англ.). Т. 20, № 2. с. 415—432. doi:10.1111/j.1420-9101.2006.01258.x. ISSN 1010-061X.
2. ↑  New Scientist. — 2011. — 23 juli
3. ↑  Марков А. Внутригрупповое сотрудничество помогает бактериальным популяциям противостоять конкурентам. Архів оригіналу за 20 вересня 2012. Процитовано 20 вересня 2012.